# ويليام جي. هويل
ويليام جي. هويل (بالإنجليزية: William G. Howell)‏ هو عالم سياسة أمريكي، ولد في 1971 في كايسرسلاوترن في ألمانيا.